# 直瓣苣苔属
直瓣苣苔属（学名：Ancylostemon）是苦苣苔科下的一个属，为无茎草本植物。该属共有7种，分布于中国云南、四川、湖北及陕西。